# Trodimenzionalna ehokardiografija
Trodimenzionalna ehokardiografija ili 3D ehokardiografijaje prikaz srčanih struktura u realnom vremenu u tri dimenzije upotrebom različitih tehnika računarske grafike. Kako je konvencionalna ehokardiografija (koja je značajno doprinela razumevanju morfologije i funkcije srca) limitirana prikazom u dve dimenzije, ona zahteva mentalnu rekonstrukciju treće dimenzije od strane ehokardiografera.
Zato je koncept trodimenzijskog prikaza (3D) prihvaćen kao prirodna evolucija ove tehnologije, koja je značajno smanjila subjektivnost tumačenja dobijenih rezultata.  Iako 3D ehokardiografija predstavlja značajan korak u tehnologiji digitalnih slika,  njihova procena i interpretacija je kompleksna, jer zahteva razumevanje prostorne anatomije i hemodinamike, poznavanje ograničenja ove metode i interpretaciju nalaza uz pažljiv klinički pregled.

## Istorija
Posledih 50 godina ehokardiografija je, pored elektrokardiografije, postala osnovna dijagnostička metoda u kardiologiji. Ehokardiografija je vremenom postala glavni neinvazivni dijagnostički alat za snimanje srčane strukture i funkcije srca u realnom vremenu.  Sa napretkom tehnologije mikroprocesora i računara dijagnostičke mogućnosti ehokardiografije su se stalni uvećavale. Iako je konvencionalna ehokardiografija značajno doprinela razumevanju morfologije i funkcije srca, ona je ograničena prikazom u dve dimenzije, što zahteva mentalnu rekonstrukciju treće dimenzije od strane ehokardiografera. Zato je koncept trodimenzijskog prikaza (3D) koji je doveo do značajnog napretka u ovoj oblasti (nakon razvoj i usavršavanje trodimenzionalnog (3D) snimanja) prihvaćen kao prirodna evolucija ove tehnologije.
Lakoća prikupljanja podataka matričnom sondom, mogućnost da se slika gotovo celo srce u realnom vremenu, kao i mogućnost da se fokusira na određene strukture u jednom otkucaju, dovele su 3D ehokardiografiju bliže rutinskoj
kliničkoj upotrebi.

## Tehnički principi
Trodimenzionalna ehokardiografija (poznata i kao četvorodimenzionalna ehokardiografija kada se slika kreće) koristi ultrazvučnu sondu sa matričnim nizom i odgovarajući sistem za obradu podataka. Ovo omogućava detaljnu anatomsku procenu srčane patologije, posebno valvularnih defekata, i kardiomiopatija.
Sposobnost presecanja virtuelnog srca u beskonačnim ravninama na anatomski odgovarajući način i rekonstrukcije trodimenzionalnih slika anatomskih struktura čine je jedinstvenom za razumevanje urođenih mana srca.
Trodimenzionalna ehokardiografija u realnom vremenu može se koristiti za usmeravanje lokacije bioptoma tokom endomiokardijalne biopsije desne komore, postavljanja valvularnih uređaja isporučenih kateterom i u mnogim drugim intraoperativnim procenama.
Trodimenzionalna ehokardiografska tehnologija može sadržati anatomsku inteligenciju ili upotrebu tehnologije modeliranja organa za automatsku identifikaciju anatomije na osnovu generičkih modela. Svi generički modeli odnose se na skup anatomskih podataka koji se jedinstveno prilagođava varijabilnosti anatomije pacijenta za obavljanje specifičnih zadataka. 
Prikupljanje podataka u tri dimenzije je moguće upotrebom različitih tehnika kao što su: 
- 3DE u realnom vremenu, (Real- time 3D, live 3D) sa specijalnim sistemom matričnih (matrix-array) pretvarača. 3DE prikaz u realnom vremenu (RT3DE) odnosi se na prikupljanje više piramidalnih grupa podataka u sekundi u jednom srčanom otkucaju.
- 3DE rekonstrukcija u više srčanih ciklusa, bazirana na brojnim u nizu dobijenim, 2D presecima (slično multi-plane TEE), koji se kasnije prikazuju zajedno.

Zasnovana na algoritmima za prepoznavanje funkcija i segmentaciju, ova tehnologija može pružiti dijagnostičaru specifično trodimenzionalno modeliranje srca i drugih aspekata anatomije, uključujući mozak, pluća, jetru, bubrege, grudni koš i kičmeni stub.
Transezofagealna trodimenzionalna ehokardiografija

## Klinička primena
Klinička korist 3D ehokardiografije dokazana je u brojnim oblastima:
- Direktna i automatizovana procena volumena srčane komore bez potrebe za geometrijskim modelovanjem i bez štetnih efekata skraćenih apikalnih pogleda, što rezultiuje preciznijom i reproduktivnijom zapreminom leve  (LV) i desne komore (RV) i izbacivanjem (EF) merenja kod 2D ehokardiografija u poređenju sa referentnim vrednostima snimanja magnetnom rezonancom srca.[9][10][11][12][13][14][15][16][17][18][19][20][21][22][23][24][25][26][27]
- Takođe, pokazalo se da 3D merenja funkcije i naprezanja miokarda imaju dodatnu prognostičku vrednost.[28]
- interventne kardiologije kao vodič u brojnim perkutanim procedurama kao „hirurški” pogledi na mitralne, trikuspidalne i aortne srčane zaliske, susedne strukture i intrakardijalne mase.[29][30][31][32][33][34][35][36][37][38][39][40]

## Ograničenja
Osnovna ograničenja trodimenzionalne ehokardiografije odnose se na suboptimalne prikaze koji su uzrokovani:
- pomeranjem ultrazvučne sonde tokom akvizicije
- varijacija tokom respiratornih faza i/ili RR intervala.
- ćinjenicom da je rekonstrukcija prikaza zavisna od operatera,
- da se originalne sive vrednosti delimično gube u 3D prikazu, zbog čega se ne mogu dobiti karakteristike tkiva.

## Literatura
- Mor-Avi V, Sugeng L, Lang RM. Real-time three-dimensional echocardiography:an integral component of the routine echocardiographic examination in adult patients? Circulation. 119: 314—29. 2009. Недостаје или је празан параметар |title= (помоћ).
- Sugeng L, Weinert L, Thiele K, Lang RM (2003). „Real-time threedimensional echocardiography using a novel matrix array transducer”. Echocardiography. 20: 623—35..
- Kuhl, H. P.; Schreckenberg, M.; Rulands, D.;  . (2004). „High resolution transthoracic real-time three dimensional echocardiography - Quantitation of cardiac volumes and function using semiautomatic border detection and comparison with cardiac magnetic resonance imaging”. Journal of the American College of Cardiology. 43: 2083—90..
- Monaghan MJ (2006). „Role of real time 3D echocardiography in evaluating the left ventricle”. Heart. 92: 131—6..
- Mor-Avi V, Sugeng L, Lang RM.Real-time 3-dimensional echocardiography:an integral component of the routine echocardiographic examination in adult patients? Circulation. 119: 314—29. 2009. Недостаје или је празан параметар |title= (помоћ).
- Krenning, B. J.; Kirschbaum SW; Soliman, O. I.;  . (2007). „Comparison of contrast agent-enhanced versus noncontrast agent-enhanced real-time three-dimensional echocardiography for analysis of left ventricular systolic function”. American Journal of Cardiology. 100: 1485—9..
- Maehle J, Bjoernstad K, Aakhus S, Torp HG, Angelsen BA (1994). „Threedimensional echocardiography for quantitative left ventricular wall motion analysis: a method for reconstruction of endocardial surface and evaluation of regional dysfunction”. Echocardiography. 11: 397—408..
- Matsumura Y, Hozumi T, Arai K;  . (2005). „Non-invasive assessment of myocardial ischaemia using new real-time three-dimensional dobutamine stress echocardiography: comparison with conventional two-dimensional methods”. European Heart Journal. 26: 1625—32..
- Krenning, B. J.; Szili-Torok T,Voormolen MM;  . (2004). „Guiding and optimization of resynchronization therapy with dynamic threedimensional echocardiography and segmental volume—time curves: a feasibility study”. Eur J Heart Fail. 6: 619—25..
- LP, Weinert L, Lang RM (2004). „Real Time 3D Echocardiography for Rheumatic mitral valve stenosis evaluation: An accurate and novel approach”. Journal of the American College of Cardiology. 42 (11): 2091—6..
- Delabays J, Jeanrenaud X,Chassot PG, at al (2004). „Localization and quantification of mitral valve prolapse using threedimensional echocardiography”. Eur J Echocardiogr. 5 (6): 422—9..
- Kwan J, Qin JX, Popovic ZB, at al (2004). „Geometric changes of mitral annulus assessed by real-time 3-dimensional echocardiography: becoming enlarged and less nonplanar in the anteroposterior direction during systole in proportion to global left ventricular systolic function”. J Am Soc Echocardiogr. 17 (11): 1179—84..
- Gianfaldoni, M. L.; Venturi F,Petix NR;  . (2002). „Quantitative evaluation of functional mitral insufficiency in dilated cardiomyopathy: morphological and functional correlations”. Ital Heart J. 3: 738—45..
- Hofmann T, Franzen O, Koschyk DH, Von KY, Goldmann B, Meinertz T (2004). „Three-dimensional color Doppler echocardiography for assessing shunt volume in atrial septal defects”. J Am Soc Echocardiogr. 17: 1173—8..
- Pemberton, J.; Li, X.; Karamlou, T.;  . (2005). „The use of live three dimensional Doppler echocardiography in the measurement of cardiac output: an in vivo animal study”. Journal of the American College of Cardiology. 45: 433—8..
- Maeno YV, Benson LN, McLaughlin PR, Boutin C (2000). „Dynamic morphology of the secundum atrial septal defect evaluated by three dimensional transoesophageal echocardiography”. Heart. 83: 673—7..
- Magni, G.; Cao, Q. L.; Sugeng, L.;  . (1996). „Volume-rendered, threedimensional echocardiographic determination of the size, shape, and position of atrial septal defects: validation in an in vitro model”. American Heart Journal. 132: 376—81.

## Spoljašnje veze
Mediji vezani za članak Trodimenzionalna ehokardiografija na Vikimedijinoj ostavi

|  | Molimo Vas, obratite pažnju na važno upozorenje u vezi sa temama iz oblasti medicine (zdravlja). |